# Карабанове
Карабáнове — село в Україні, у Захарівській селищній громаді Роздільнянського району Одеської області. Населення становить 414 осіб.
До 17 липня 2020 року було підпорядковане Захарівському району, який був ліквідований.

## Населення
Згідно з переписом 1989 року населення села становило 486 осіб, з яких 219 чоловіків та 267 жінок.
За переписом населення 2001 року в селі мешкало 414 осіб.

### Мова
Розподіл населення за рідною мовою за даними перепису 2001 року:
| Мова       | Відсоток |
| ---------- | -------- |
| українська | 97,1 %   |
| румунська  | 1,21 %   |
| російська  | 0,97 %   |
| болгарська | 0,72 %   |